# 努伊諾
51°32′53″N 24°54′14″E / 51.54806°N 24.90389°E
努伊諾（烏克蘭語：Нуйно），是烏克蘭西北部的村莊，隸屬沃倫州的卡明-卡希爾斯基區。該村始建於1463年，面積44.81平方公里，海拔高度165米，2024年人口1,617，人口密度每平方公里37.51人。